# Muzeul de Științele Naturii din Suceava
Muzeul de Științele Naturii din Suceava este un muzeu științific înființat în anii 1976–1977 în municipiul Suceava. El funcționează într-o clădire istorică construită la începutul secolului al XIX-lea în centrul orașului, ce a găzduit în trecut Școala Populară de Băieți (Haupschule) din Suceava. În prezent, muzeul se află pe strada Ștefan cel Mare nr. 23, în Parcul Profesor Ioan Nemeș.

## Clădirea muzeului
Clădirea în care funcționează în prezent Muzeul de Științele Naturii a fost construită între anii 1811–1814, având inițial rolul de sediu al Școlii Populare (Hauptschule) din Suceava. Aici au funcționat în decursul timpului mai multe instituții de învățământ sucevene.
În anul 1976 imobilul a fost preluat de către Muzeul Județean Suceava, care l-a restaurat. Aici a fost organizat între anii 1976–1977 Muzeul de Științele Naturii. Ulterior, clădirea a fost restaurată și modernizată în perioada 1992–2000. Deși este a doua cea mai veche clădire civică din Suceava ce s-a păstrat în întregime (după Hanul Domnesc), având o vechime de peste 200 de ani, edificiul Muzeului de Științele Naturii nu a fost inclus pe Lista monumentelor istorice din județul Suceava.
Clădirea are două niveluri (parter și etaj), unde încăperile sunt dispuse simetric. Fațada, orientată către strada Ștefan cel Mare, prezintă două tipuri de ferestre: cele dreptunghiulare, corespunzătoare parterului, și cele boltite în partea superioară, corespunzătoare etajului. Intrarea principală în clădire este evidențiată de patru stâlpi care formează cinci goluri de trecere, trei în față și câte unul pe cele două laterale, terminate la partea superioară în formă de boltă. Deasupra intrării se află un balcon, acoperișul acestuia fiind susținut de 16 stâlpi de lemn, grupați câte doi.
Imobilul este mărginit pe laturile de nord și de est de Parcul Profesor Ioan Nemeș, iar pe latura de sud de Biserica romano-catolică Sfântul Ioan Nepomuk. În octombrie 2015, vizavi de clădire a fost amplasată statuia lui Petru al II-lea Mușat. Cinci ani mai târziu, în octombrie 2020, a fost expusă în fața muzeului sculptura „Omul, timpul, spațiul” aparținând artistului Ion Mândrescu, originar din Mihoveni.

## Expoziția permanentă
Expoziția de bază a Muzeului de Științele Naturii, aflată la etajul clădirii, se bazează pe un patrimoniu ce a fost îmbogățit și diversificat de-a lungul timpului, colecția numărând la sfârșitul anului 1987 aproape 110.000 de piese.
Muzeul cuprinde colecții de mineralogie, petrografie, paleobotanică, paleozoologie, botanică, malacologie, entomologie, ornitologie, mamalogie. Aici există colecții foarte rare în muzeele din țară: gândaci de scoarță, viespi aurii, eșantioane de paleofloră și de flori de mină, herbarul „Flora Bucovinei”, macro mamifere din pădurile Bucovinei.
Expozițiile redau o prezentare a lumii animale și vegetale din județul Suceava și din nordul Moldovei, fiind prezentate dioramele: „Turmă de mistreți”, „Ursul brun din Bucovina”, „Boncănitul cerbilor”, „Haită de lupi – iarna”. Pe circuitul expozițional sunt amplasate monitoare și alte mijloace audio pentru a reda animalele prezentate în diorame în mediul din natură.
Sala Cristalelor, unul dintre principalele puncte de atracție din cadrul muzeului, prezintă cele mai frumoase și valoroase eșantioane de flori de mină existente în patrimoniul muzeului. Deosebite sunt și amprentele foliare, ca și fragmentele de animale dispărute, care completează tabloul evoluției vieții pe Pământ, în decursul erelor geologice. Alte atracții constau în proiecțiile panoramice 360° „Printre dinozauri” – din mediile marin, forestier și lizierele de pădure în care trăiau dinozaurii – și podeaua interactivă.
În holul de intrare este amenajat un mic grupaj acvaristic, precum și un stand cu o ofertă diversificată constând din pliante, vederi, publicații editate de muzeu, ceramică, obiecte de podoabă din pietre semiprețioase. În fața clădirii muzeului se află un fag roșu (Fagus sylvatica v. atropurpuraea), monument al naturii, cu o înălțime de circa 25 de metri și un coronament bogat și frumos.
De asemenea, există și expoziții temporare de minerale, păsări migratoare, reptile vii, și materiale reciclabile.
În prezent, Muzeul de Științele Naturii din Suceava aparține și este administrat de Muzeul Național al Bucovinei.

## Imagini

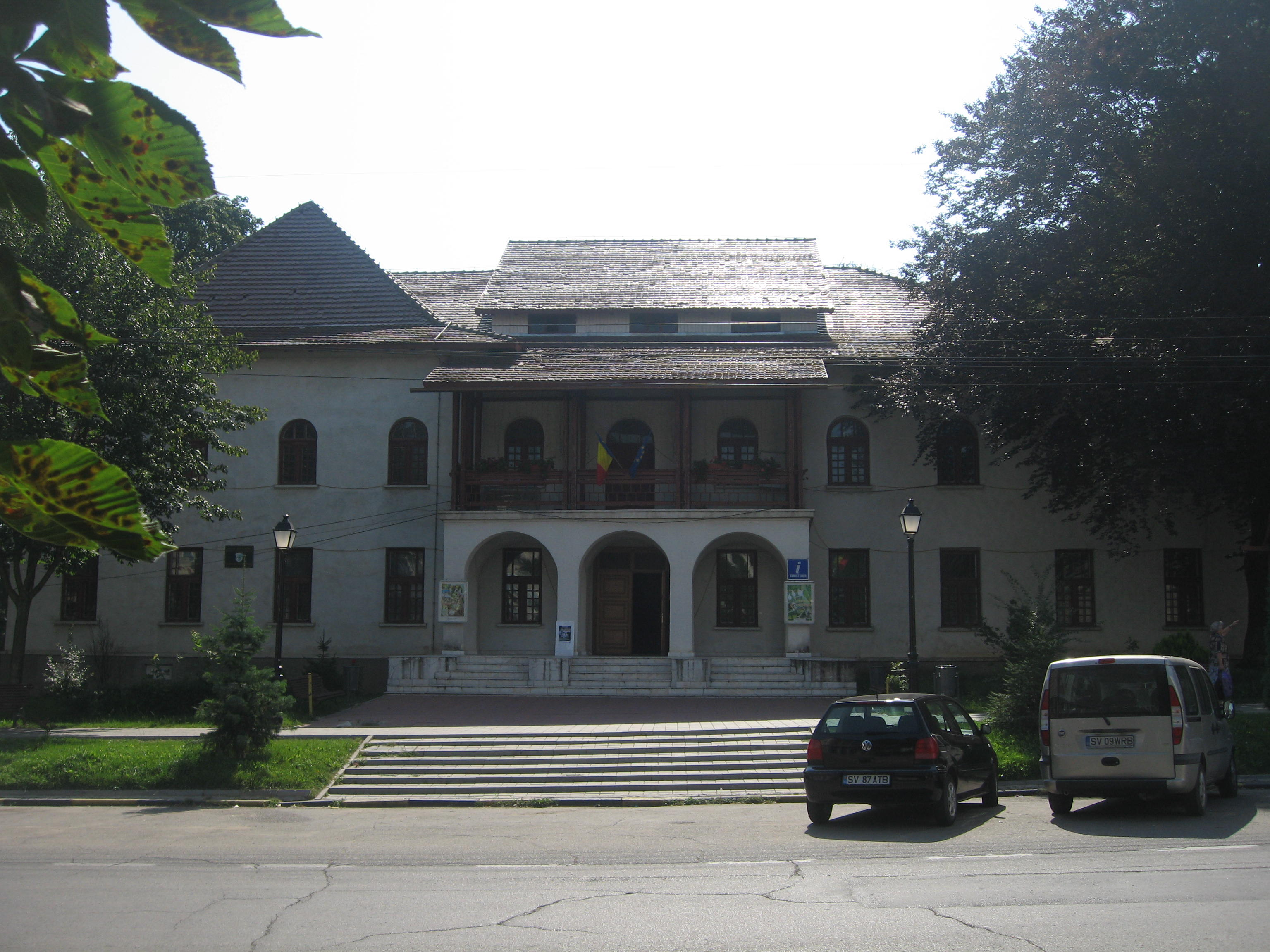
Muzeul de Științele Naturii din Suceava
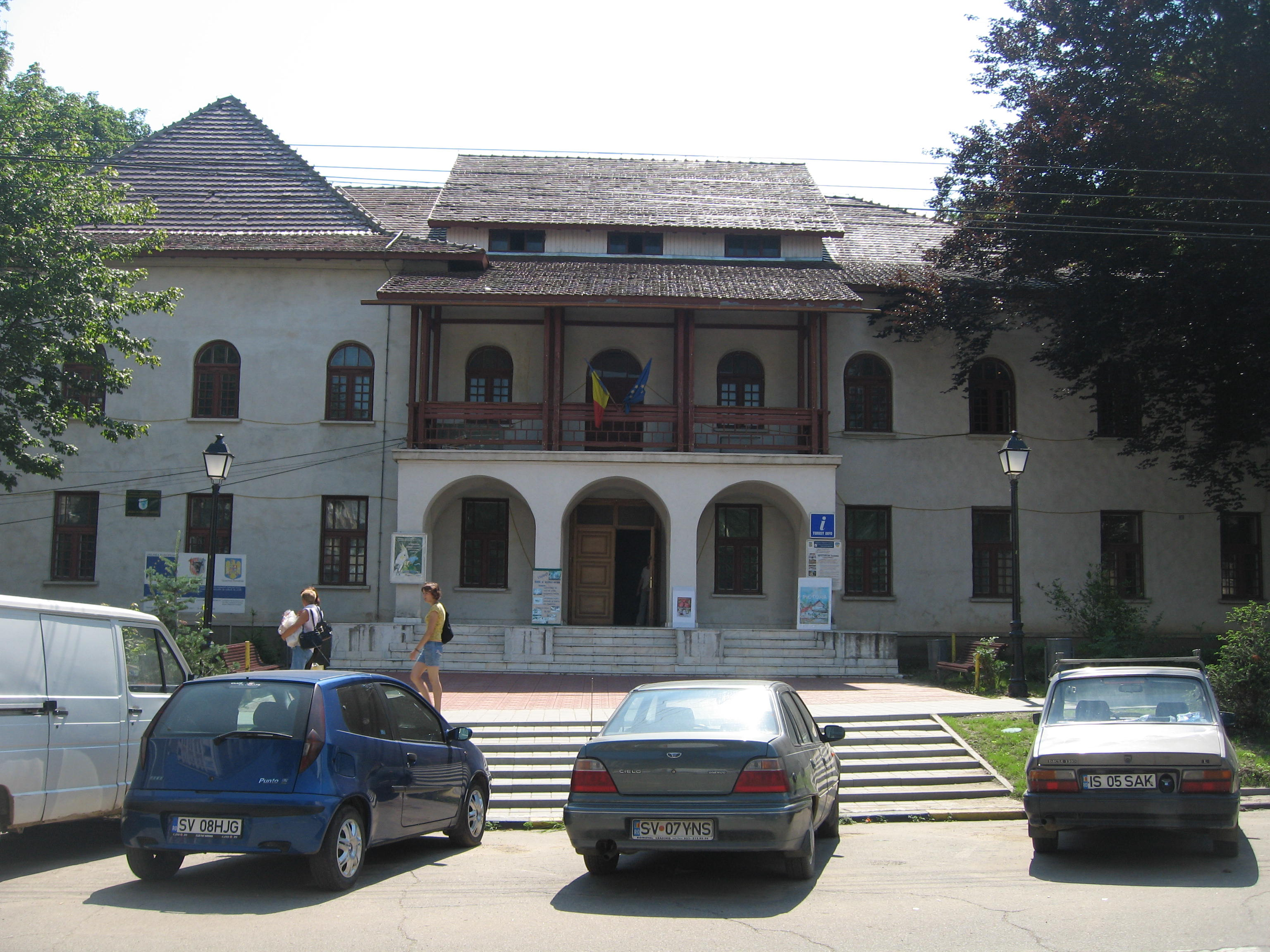
Muzeul de Științele Naturii din Suceava
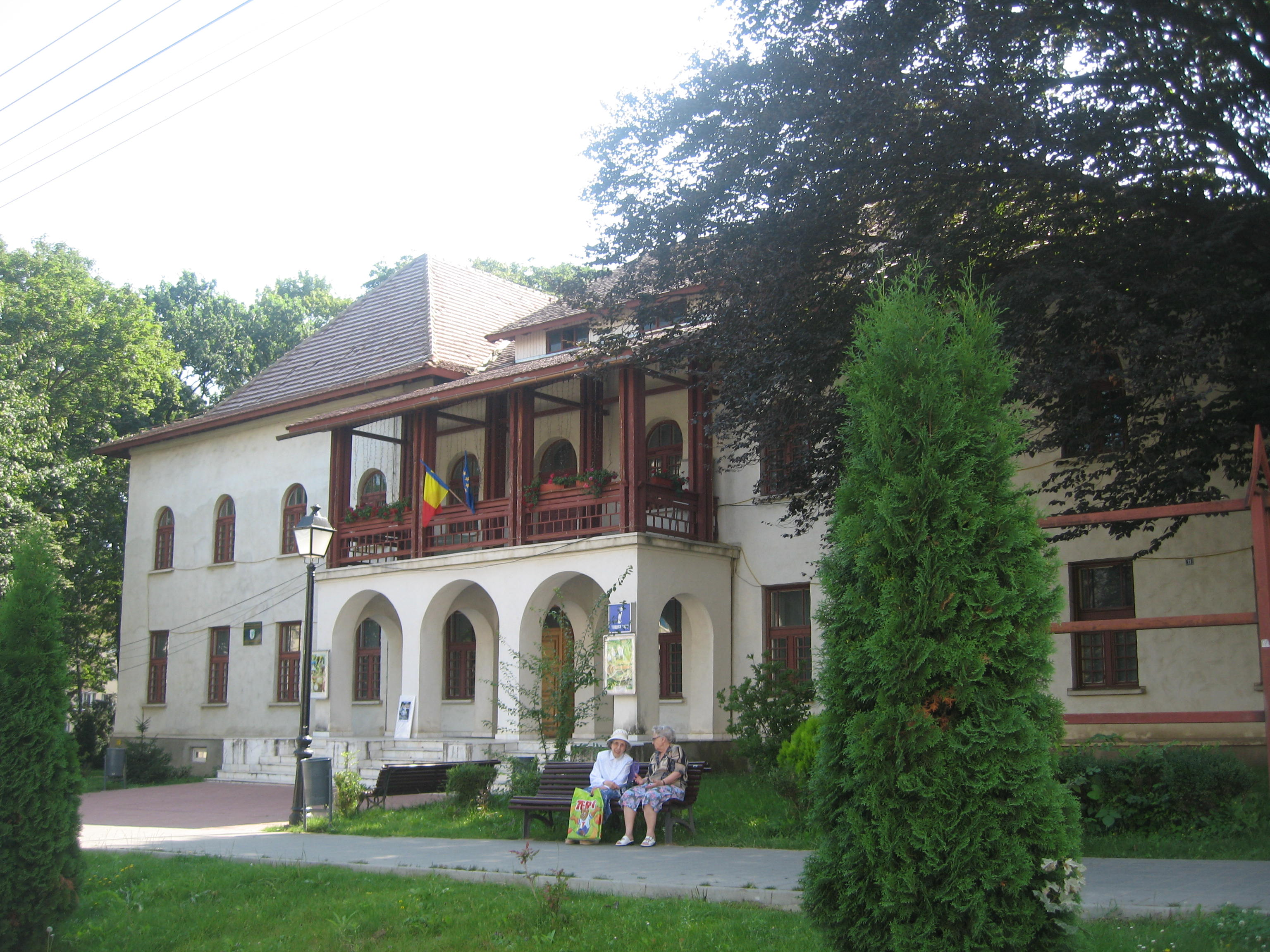
Muzeul de Științele Naturii din Suceava
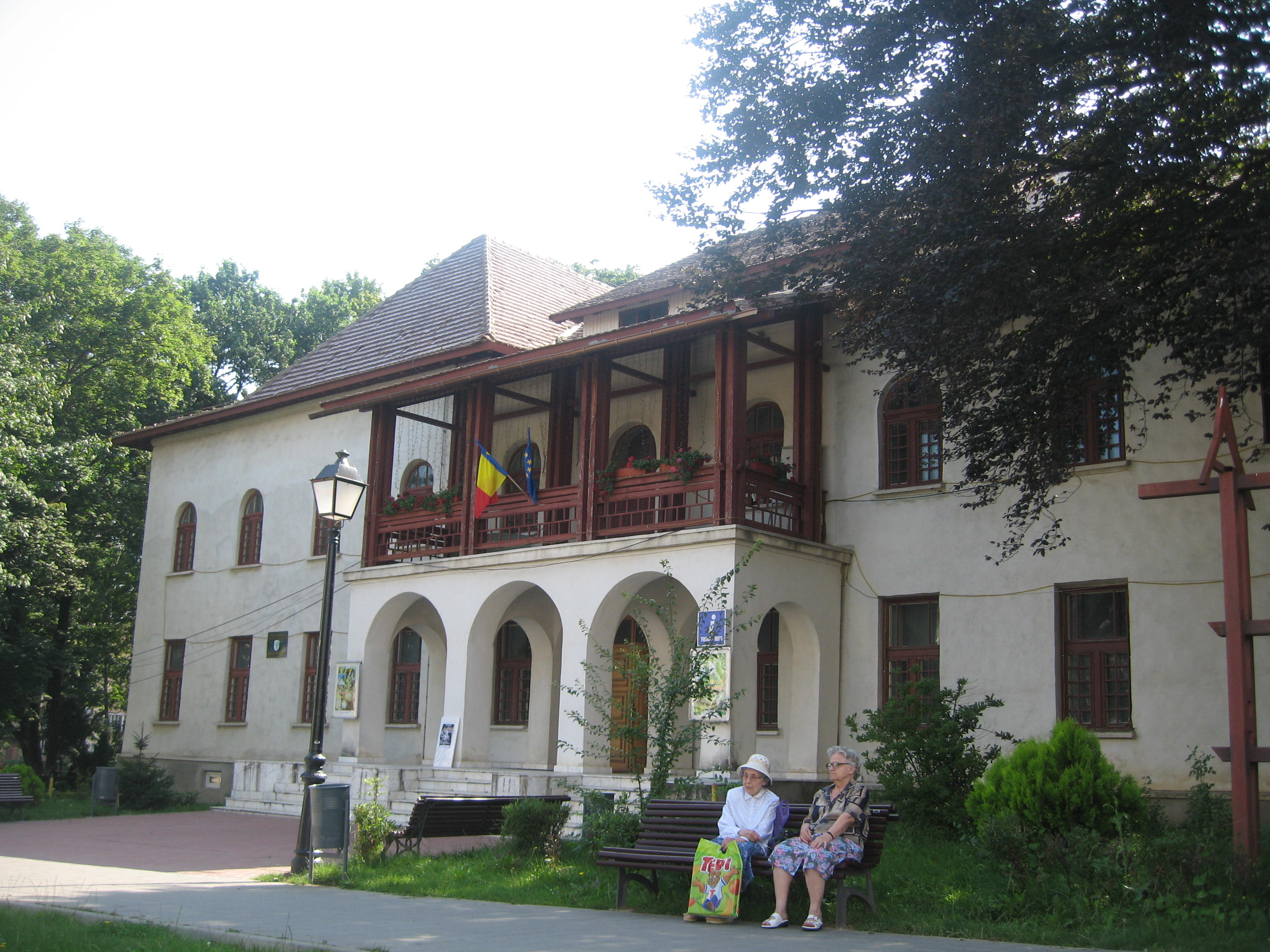
Muzeul de Științele Naturii din Suceava
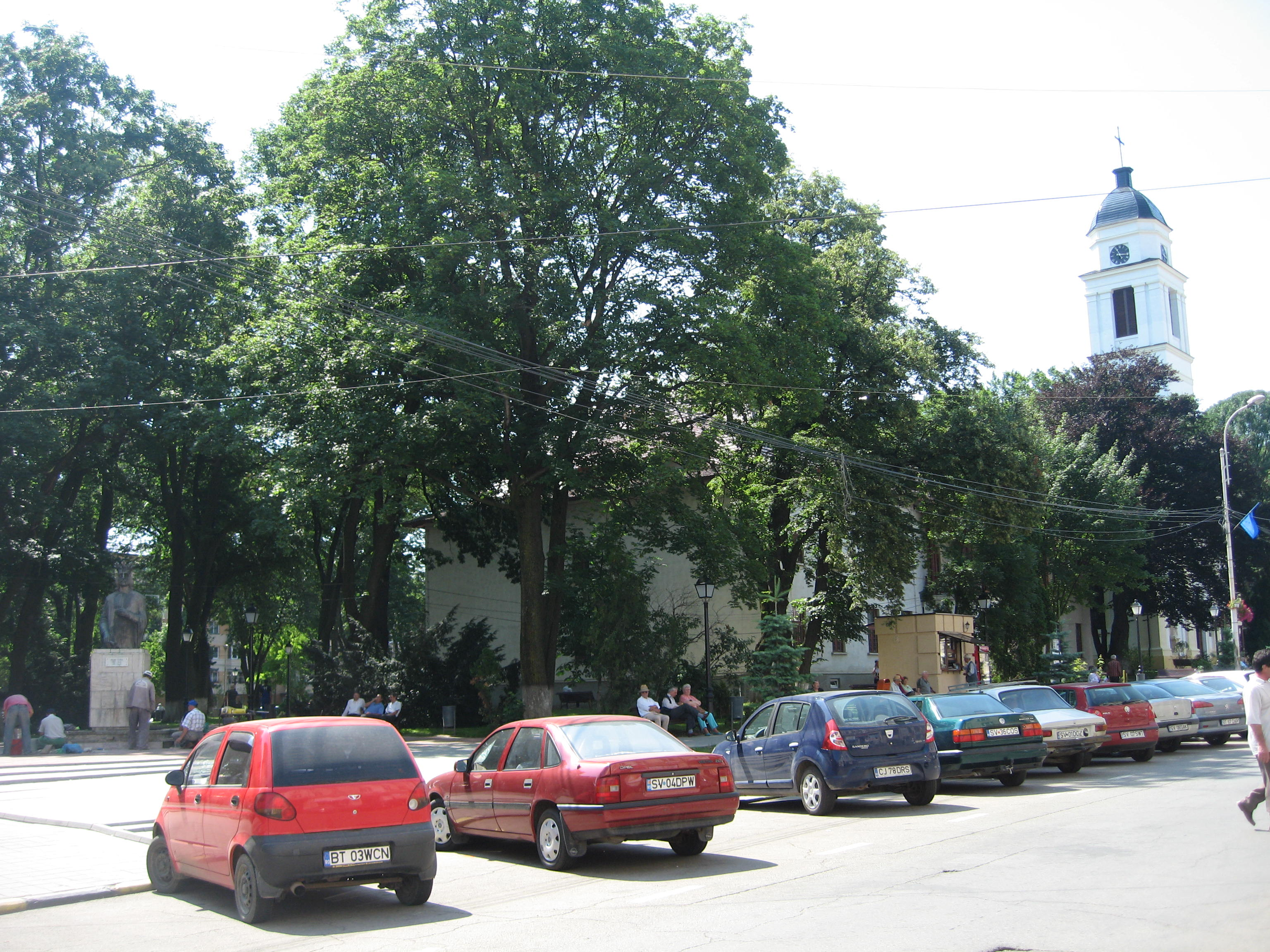
Muzeul de Științele Naturii și intrarea în Parcul Profesor Ioan Nemeș
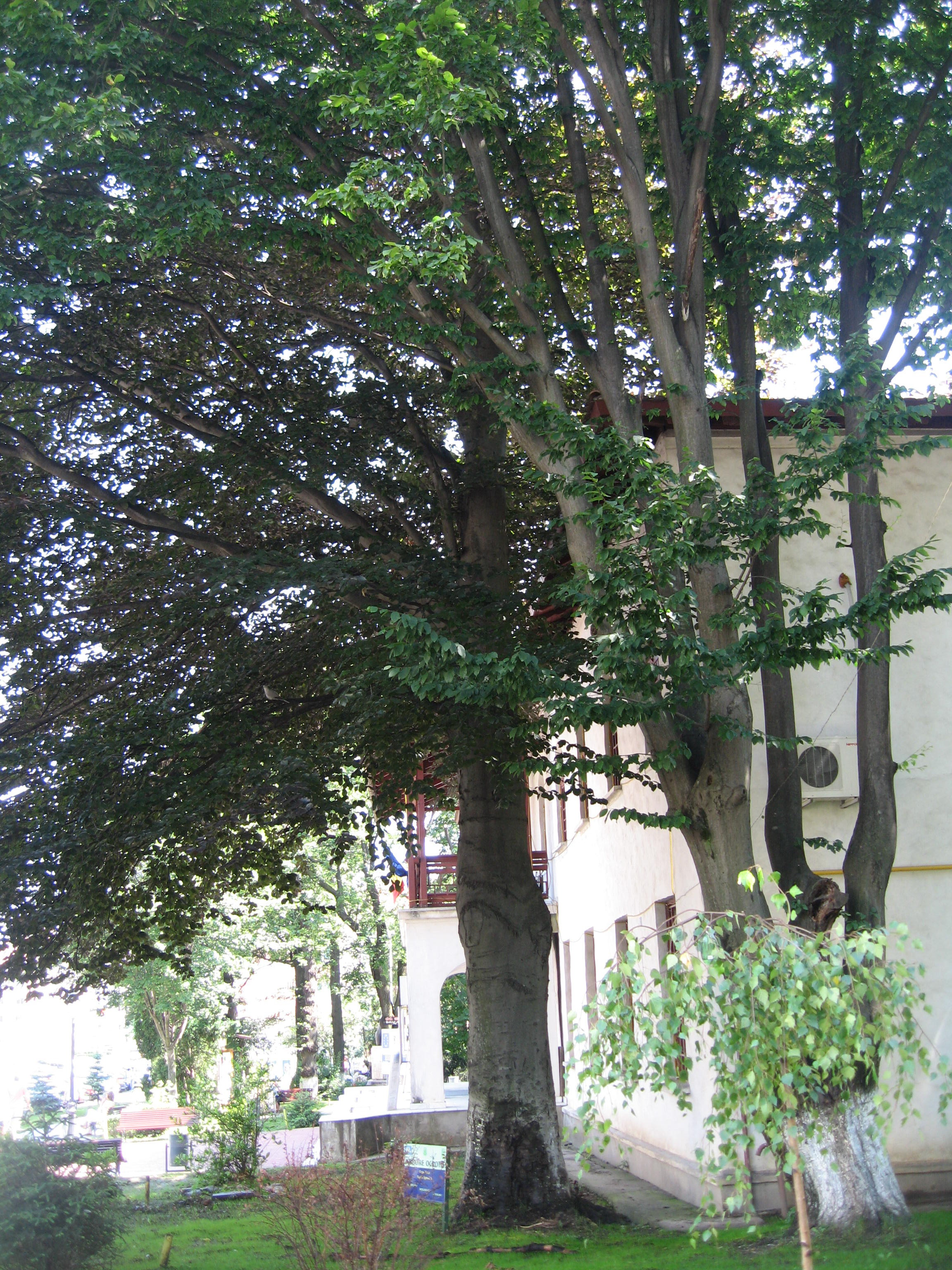
Muzeul de Științele Naturii și fagul roșu (monument al naturii)
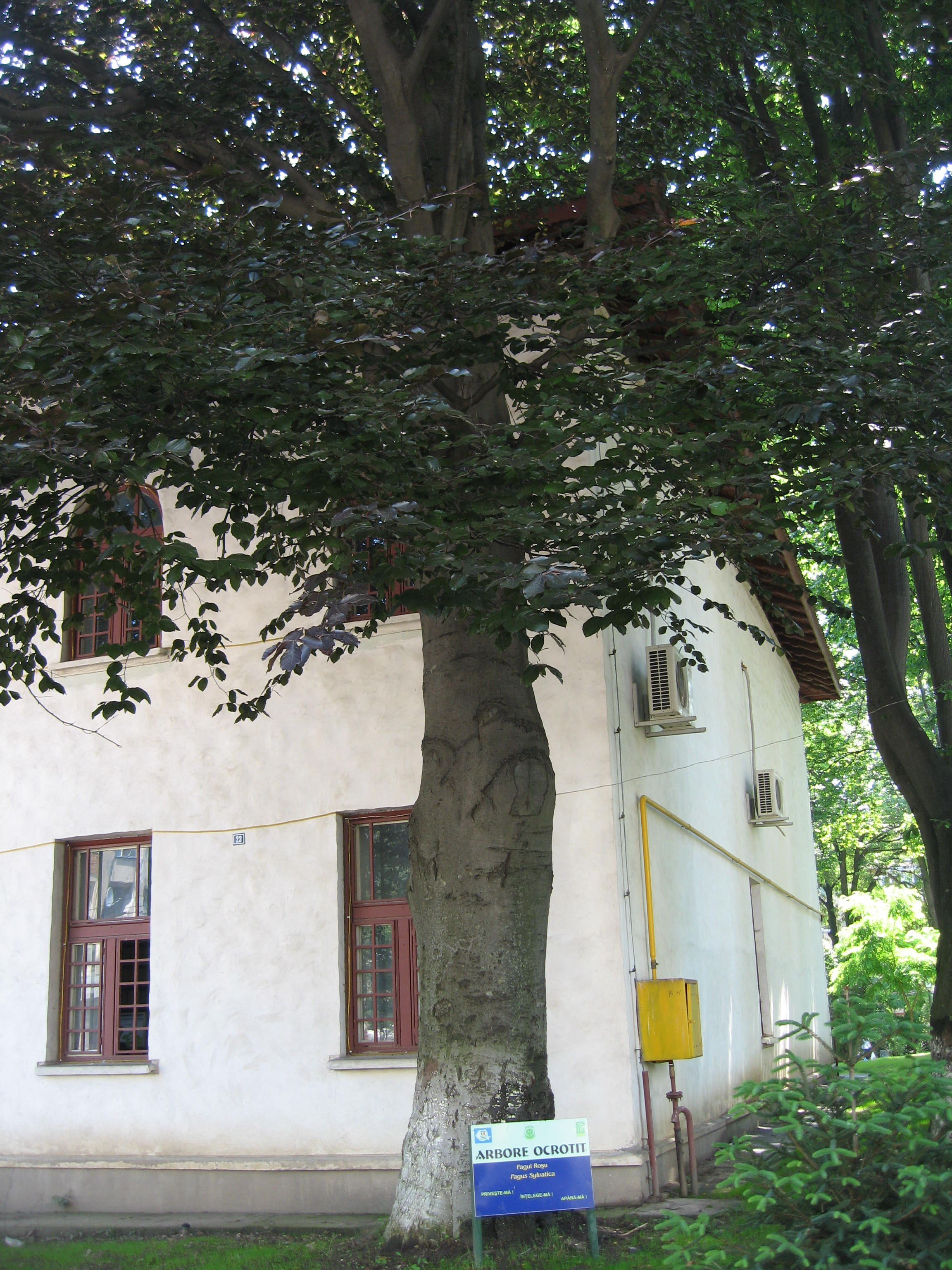
Muzeul de Științele Naturii și fagul roșu (monument al naturii)